# Pero absenta
Pero absenta là một loài bướm đêm trong họ Geometridae.